# Giuliano Biagetti
Giuliano Biagetti (La Spezia, 12 de Abril de 1925 - Roma, 29 de Março de 1998) foi um cineasta italiano. 

## Filmografia
- Medico condotto (1952)
- Rivalità (1953)
- Ragazze al mare (1956)
- L'età del malessere (1968)
- Interrabang (1969)
- Decameroticus (1972) como Pier Giorgio Ferretti
- Ancora una volta prima di lasciarci (1973)
- Il sergente Rompiglioni (1973) como Pier Giorgio Ferretti
- La svergognata (1974)
- La novizia (1975) como Pier Giorgio Ferretti
- Donna... cosa si fa per te (1976)
- L'appuntamento (1977)
- Vado a riprendermi il gatto (1987)
- Sì, ma vogliamo un maschio (1994)